# Corri libero e selvaggio
Corri libero e selvaggio è un film del 1969 diretto da Richard C. Sarafian e tratto dal romanzo The White Colt di David Rook.

## Trama
Il piccolo Philip Ramsome, muto dall'età di cinque anni, passe le sue giornate in compagnia di un cavallo bianco che pascola libero e selvaggio nella brughiera inglese. Un colonnello in pensione cattura il cavallo ed insegna a Philip a cavalcarlo.
Il ragazzo inizia così a compiere lunghe cavalcate insieme al suo cavallo. Un giorno però, causa una forte nebbia, ragazzo e cavallo finiscono in mezzo alle sabbie mobili. I due vengono ritrovati dopo diverse ore quando il cavallo sembra essere ormai spacciato. Philip disperato, riacquista miracolosamente la voce e sprona il cavallo riuscendolo a farlo uscire dalle sabbie mobili.

## Locations
Il film è stato girato a Dartmoor, nel Devon, Inghilterra.